# Băcia (gmina)
Băcia – gmina w Rumunii, w okręgu Hunedoara. Obejmuje miejscowości Băcia, Petreni, Tâmpa i Totia. W 2011 roku liczyła 1827 mieszkańców.